# Hajmeresztő nap
A Hajmeresztő nap (eredeti cím: Bad Hair Day) 2015-ös amerikai–kanadai televíziós filmvígjáték, amelyet Érik Canuel rendezett. A főbb szerepekben Laura Marano, Leigh-Allyn Baker, Christian Campbell, Alain Goulem és Christian Paul látható.
Amerikában 2015. február 13-án mutatták be a Disney Channel. Magyarországon szintén a Disney Channel mutatta be 2015. május 17-én.

## Cselekménye
Monica Reeves (Laura Marano) egy végzős középiskolás diáklány, akit nem csak a divat érdekel, hanem az internet és a számítógépes programozás világában is otthonosan mozog. Legközelebbi célja, hogy az iskola bálkirálynőjének válasszák meg. A döntő nap előtti napon előkészíti az alkalomra megfelelő, különleges ruhát és cipőt, hajviseletet azonban nem akar önállóan választani. Ehhez igénybe vesz egy általa karbantartott honlapot, ahova feltölti a különféle szerekkel és módokon elkészített hajkölteményeinek térbeli fényképét, hogy a látogatók szavazhassanak rájuk. A döntő nap reggele azonban katasztrófával indul, amikor rájön, hogy a haja az egymással egyszerre nem alkalmazható szerek használata miatt nem csak hogy reménytelenül összegabalyodott, hanem az állaga olyan, mintha sütőben ropogósra sütötték volna, és érintésre hosszú darabok törnek le belőle. A ruha, amit gondosan kigőzölt, most mintha összeolvadt volna, és a cipő feljavítására végrehajtott művelet is balul sült el.
Monica barátnője, Sierra sokkot kap a látványtól, amikor mobilon meglátja. Ekkor csenget valaki az ajtónál, az ott álló hölgy FBI-ügynöki igazolványt mutat, Monica azonban tisztában van a jogaival, és nem engedi be a házba.  Liz Morgan egy eltűnt nyaklánc után nyomoz és szerinte a nyomok ide vezetnek. Monica tagadja, hogy látta volna a nyakláncot, valójában nemrég vásárolta egy zálogházban a szerinte értéktelen bizsut. Azonban megtetszett neki, és nem akar tőle megválni.
Monica rájön, hogy a nő nem FBI-ügynök, mivel az általa mondott városban nincs az FBI-nak kirendeltsége. A nő ekkor bevallja, hogy magánnyomozó, és hogy a nyaklánc egy értékes darab. Számára presztízskérdés lenne a nyomozás sikeres lezárása, Monica pedig jutalmat remélhet. Végül Monica belemegy a dologba, mert szüksége van valakire, aki az aznap sürgősen elintézendő ügyei helyszínére el tudja fuvarozni. Monica barátja ugyanis nem hajlandó erre, mert állítása szerint árva gyerekekkel kell foglalkoznia. Monicának még nincs jogosítványa, az aznapi egyik fontos pontja a forgalomban való autóvezetés lenne, különben több hónapot kellene várnia a következő vizsgaalkalomra.
Liz belemegy az alkuba, hogy a fuvarokért cserébe megkapja a nyakláncot. Liz ezt megelőzően (miután Monica beengedte a házba) gyorsan megállapítja, hogy Monica az apjával egyedül él, nincs testvére, de van egy nagyképű udvarlója.
A ruhaszalon sajnos nem cseréli vissza a ruhát, amikor kiderül, hogy gőzölést alkalmaztak rajta. A vezetési lecke is rosszul sül el, mert üldözőbe veszi őket Pierce Peters, egy profi ékszertolvaj, aki eredetileg elrabolta a nyakláncot egy ékszerkiállításon, szerzett rá vevőt, majd tévedésből nem a vevőnek adta át. A nyaklánc kalandos úton, több átmeneti tulajdonoson keresztül került abba a boltba, ahol Monica meglátta.  Pierce Peters előzőleg megtalálta a házat, ahol Monica lakik, darabokra szedte a bútorokat, de nem találta meg az ékszert, mert Monica azt a kézitáskájában lévő púderes doboz egyik rekeszében tartja.
Monicát csalódás éri a fodrásznál, mert pár perc késés miatt nem hajlandók fogadni (többször próbálkozik később is).
Egy pláza teraszán, ahova leülnek enni, Liz észreveszi a fiút, akit fényképen látott, ő Kyle, Monica barátja. A probléma az, hogy nem az árvákkal foglalkozik, hanem egy másik lánynak udvarol, aki ráadásul Monica ősellensége, Ashley, aki riválisa a bálkirálynői címért folyó harcban. 
Liz vállalkozik rá, hogy bosszúból megszégyeníti a fiút a többiek előtt. Ez sikerül is neki, de amikor azt mondja, hogy letartóztatja mint a pláza biztonsági őre, akkor megjelenik az igazi biztonsági őr,  és Liz a rendőrségen köt ki, megbilincselve.
A rendőrségen kiderül, hogy Liz valójában egy felfüggesztett rendőr. Liz bevallja, hogy az ő őrizetére bízott gyémánt nyaklánc visszaszerzéséről van szó, ami 7 millió dollárt ér. Mivel a bűnöző meglógott előle a múzeumban elkövetett bravúros rablása után, mert Liz nem hívott segítséget, ezért felfüggesztették. Liz úgy érzi, hogy az ügy sikeres lezárása az ő személyes ügye.
Lizt korábbi partnere és jó barátja a rendőrségen megszabadítja a bilincstől, mivel ejtették a vádakat ellene. Azonban a kocsija nem áll rendelkezésére, mert a sikertelen autós vizsga után a vizsgáztató elvonttatta.
Monica és Liz összekapnak, mert egymást hibáztatják, és szétválnak. Monica hamarosan hívást kap Pierce-től, aki elrabolta és fogva tartja az apját és egy fényképet is küld a megkötözött apáról (aki egyébként kórházi ápoló). Pierce a nyakláncot kéri cserébe.
Hogy előbb visszaszerezzék az autót, újból összefognak. A rendőrségi lerakatnál, ahol az elvontatott autók után lehet érdeklődni és átvenni, hosszú sor alakul ki. Monica azt javasolja, hogy Liz kösse le az ügyintéző férfi figyelmét, ő addig belép a számítógépes rendszerbe a pulton lévő terminálon keresztül, amihez a jelszó a férfit és kutyáját ábrázoló  plakáton olvasható, mivel a kutya neve: Poopy. Monica SQL-parancsokkal felszabadítja a kocsit a kiadás tilalma alól. Közben Liz kezdeti döccenők után belejön a férfival való flörtölésbe, így az nem veszi észre Monica ténykedését.
Monica észreveszi, hogy nincs a nyaklánc a kocsiba lévő táskájában, majd megdöbbenve állapítja meg, hogy nem a saját púderos doboza van nála. Előzőleg, amikor futólag találkoztak Sierrával, véletlenül egymás púderos dobozát vitték magukkal.
Liz és Monica "besétálnak" a Pierce által állított csapdába egy elhagyott raktárépületben.
Monica átadja a nyakláncot a bűnözőnek, aki fölényesen közli velük, hogy most távozik, és majd később megmondja, hogy hol találja meg az apját. Monica azonban visszavág azzal, hogy "ez már a 21. század", és nyilván a fényképben lévő földrajzi koordináták alapján magabiztosan az egyik ajtóhoz megy, ami mögött megtalálja az apját egy székhez kötözve. Pierce furfangos módon menekülni próbál, Liz azonban ezúttal előre értesített a kollégáit, akik nagy létszámban kivonulnak és magukkal viszik az elfogott bűnözőt, akit Liz személyesen ad át a többieknek.
A rendőrségen Liz átadja a nyakláncot a női parancsnoknak, akiről megtudjuk, hogy Liz anyja. 
Mivel Monicának még hátra van a bál, de nincs sem ruhája, sem cipője, ezért Liz azt javasolja neki, hogy válogassanak a rendőrség által lefoglalt bűnjelek raktárában. Itt találnak megfelelő báli ruhát mindkettőjük számára, cipőket, továbbá Liz javaslatára Monica a nyakláncot is viselheti. Ennek értékes volta miatt rendőrségi felvezetést és állandó felügyeletet kapnak a bál ideje alatt, ahol kiderül, hogy Monica fölényesen megnyerte a versenyt, amikor a többiek megtudták, hogy ellenfele elcsábította a fiúját.
Lizt visszahelyezik a rendőrség állományába. A bál előtt Liz javaslatára sikerült Monica haját rövidre vágni (addig a történet során végig egy nagy, színes sapkát visel).

## Szereplők
| Név           | Színész            | Magyar hang        | Leírás                                                                                                   |
| ------------- | ------------------ | ------------------ | --- |
| Monica Reeves | Laura Marano       | Bogdányi Titanilla | középiskolás diáklány, a divat mellett a számítógéphez is ért                                            |
| Liz Morgan    | Leigh-Allyn Baker  | Vándor Éva         | felfüggesztett rendőrnő, aki egy ellopott gyémánt nyakék után nyomoz                                     |
| Pierce Peters | Christian Campbell | Lux Ádám           | profi ékszertolvaj, aki ellopta a gyémánt nyakéket, de tévedésből elvesztette és szeretné visszaszerezni |
| Monica apja   | Alain Goulem       | Sörös Sándor       | egy kórházban ápolóként dolgozik                                                                         |
| Ed            | Christian Paul     | Kálid Artúr        | Liz volt partnere a rendőrségnél                                                                         |
| Sierra        | Kiana Madeira      | Laudon Andrea      | Monica legjobb barátnője                                                                                 |
| Kyle Timmons  | Jake Manley        | Czető Roland       | Monica volt barátja                                                                                      |
| Edna Morgan   | Susan Almgren      |                    | Szigorú parancsnok a rendőrségnél. Később kiderül, hogy Liz anyja.                                       |

## A film készítése
A film forgatását Montrealban végezték (Quebec tartomány), ami egy meg nem nevezett amerikai várost jelenít meg a filmben.
Marano egy interjúban megjegyezte, hogy például az Austin és Ally című sorozattal ellentétben, ahol négy kamerát használtak és egy nap tíz jelenetet is felvettek, ebben a filmben kevesebb kamerát használtak, és volt olyan nap, amikor csak egyetlen jelenetet rögzítettek.
Marano megemlítette, az is tetszett neki, hogy az általa játszott karakter két, általában egymással ellentétes személyiséget egyesít magában: egy bálkirálynő-jelöltet, aki szereti a szép dolgokat, a divatot és sok barátja van; és egy számítógép-zsenit, akinek elvont műszaki kütyüi vannak és kódokban beszél.
A film zenéjét Michael Corriveau szerezte. Több mint 60 perc zenét állított össze Sylvain Lefebvre-vel. Corriveau a Prágai Filharmonikusokkal is dolgozott. A felvételek a Dvorak Hall-ban készültek, a Rudolfinumban.
A főcímdalt, a For the Ride-ot Laura Marano adja elő.

## Bemutatók
A filmet első ízben 2015. február 6-án mutatták be a Disney Channel-en, majd az USA-ban február 13-án sugározták. Kanadában a Family Channel-en játszották először, március 20-án, Ausztráliában április 17-én.

## Fogadtatás
A Hajmeresztő nap-ot a tévé-bemutató napján 4 millióan látták, a WATCH Disney Channel app-on pedig 435.000-en a február 6-i bemutató óta. Amy Amatangelo, a The Hollywood Reporter kritikusa azt írja: Baker és Marano kettőse "jól kijött egymással", és Marano karaktere "frissítően megfelelt a korának". A filmről azt írta, hogy "vicces, de nem erőltetetten"", továbbá a filmet a Thelma és Louise ifjúsági változatának titulálta, "egy sokkal boldogabb befejezéssel."